# Grantia intermedia
Grantia intermedia är en svampdjursart som beskrevs av Thacker 1908. Grantia intermedia ingår i släktet Grantia och familjen Grantiidae. Inga underarter finns listade i Catalogue of Life.